# Fontette
Ne doit pas être confondu avec François-Jean Orceau de Fontette.
Fontette est une commune française située dans le département de l'Aube, en région Grand Est.

## Géographie

### Localisation
Fontette se situe au cœur de la côte des Bar.

### Hydrographie
La commune est dans la région hydrographique « la Seine de sa source au confluent de l'Oise (exclu) » au sein du bassin Seine-Normandie. Elle est drainée par la Roise,.

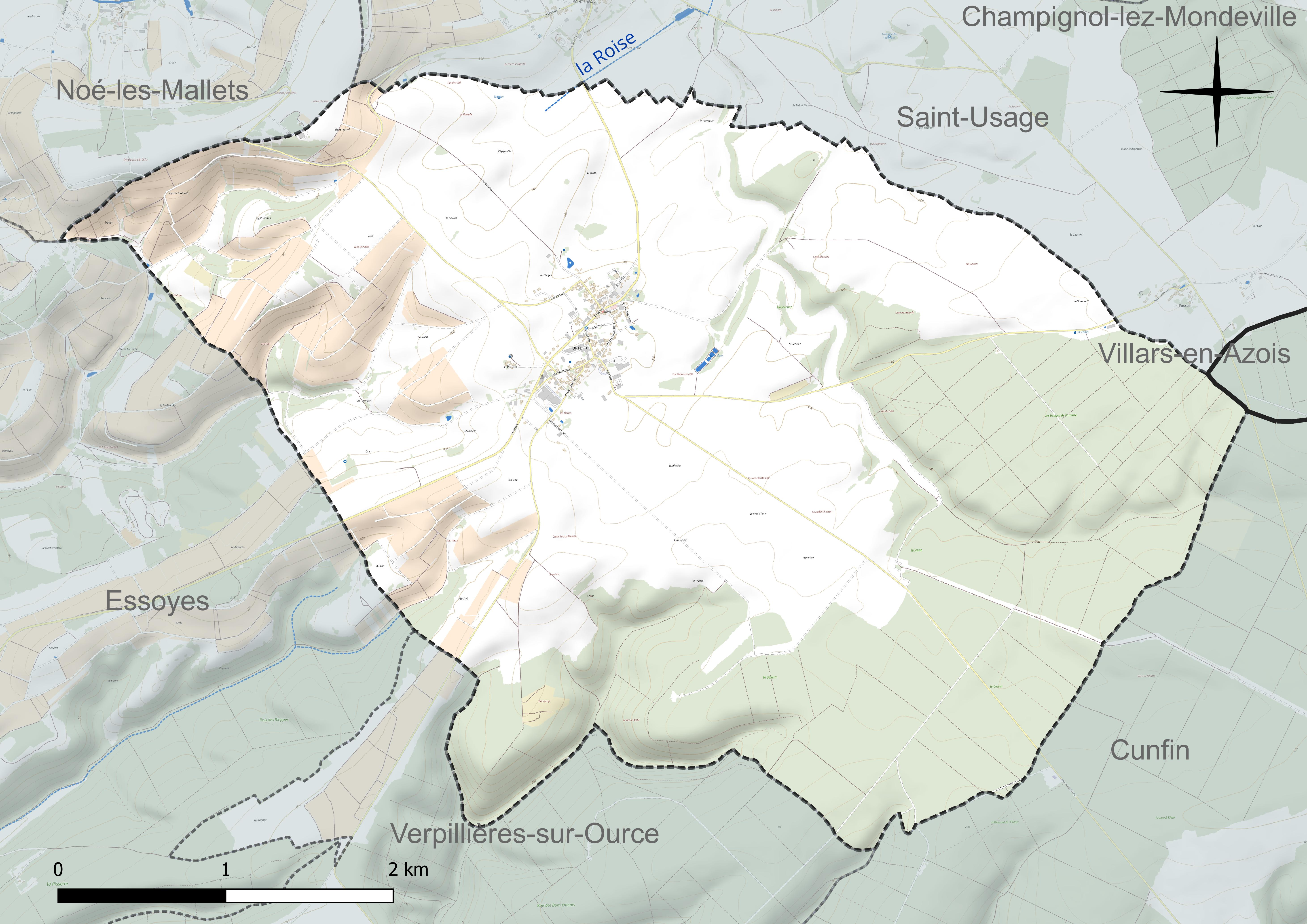
Réseau hydrographique de Fontette.

### Climat
Pour des articles plus généraux, voir Climat du Grand Est et Climat de l'Aube.
En 2010, le climat de la commune est de type climat des marges montargnardes, selon une étude du Centre national de la recherche scientifique s'appuyant sur une série de données couvrant la période 1971-2000. En 2020, Météo-France publie une typologie des climats de la France métropolitaine dans laquelle la commune est exposée à un climat océanique altéré et est dans la région climatique Lorraine, plateau de Langres, Morvan, caractérisée par un hiver rude (1,5 °C), des vents modérés et des brouillards fréquents en automne et hiver.
Pour la période 1971-2000, la température annuelle moyenne est de 9,9 °C, avec une amplitude thermique annuelle de 15,9 °C. Le cumul annuel moyen de précipitations est de 888 mm, avec 12,8 jours de précipitations en janvier et 9 jours en juillet. Pour la période 1991-2020, la température moyenne annuelle observée sur la station météorologique de Météo-France la plus proche, « Cunfin_sapc », sur la commune de Cunfin à 6 km à vol d'oiseau, est de 11,0 °C et le cumul annuel moyen de précipitations est de 900,4 mm. 
La température maximale relevée sur cette station est de 41 °C, atteinte le 31 juillet 1983 ; la température minimale est de −21 °C, atteinte le 17 janvier 1985,,.
Les paramètres climatiques de la commune ont été estimés pour le milieu du siècle (2041-2070) selon différents scénarios d'émission de gaz à effet de serre à partir des nouvelles projections climatiques de référence DRIAS-2020. Ils sont consultables sur un site dédié publié par Météo-France en novembre 2022.

## Urbanisme

### Typologie
Au 1er janvier 2024, Fontette est catégorisée commune rurale à habitat dispersé, selon la nouvelle grille communale de densité à 7 niveaux définie par l'Insee en 2022.
Elle est située hors unité urbaine et hors attraction des villes,.

### Occupation des sols
L'occupation des sols de la commune, telle qu'elle ressort de la base de données européenne d’occupation biophysique des sols Corine Land Cover (CLC), est marquée par l'importance des territoires agricoles (59,8 % en 2018), une proportion sensiblement équivalente à celle de 1990 (59,9 %). La répartition détaillée en 2018 est la suivante : terres arables (44,7 %), forêts (37,5 %), cultures permanentes (11,5 %), zones agricoles hétérogènes (3,6 %), zones urbanisées (2,7 %). L'évolution de l’occupation des sols de la commune et de ses infrastructures peut être observée sur les différentes représentations cartographiques du territoire : la carte de Cassini (XVIIIe siècle), la carte d'état-major (1820-1866) et les cartes ou photos aériennes de l'IGN pour la période actuelle (1950 à aujourd'hui).

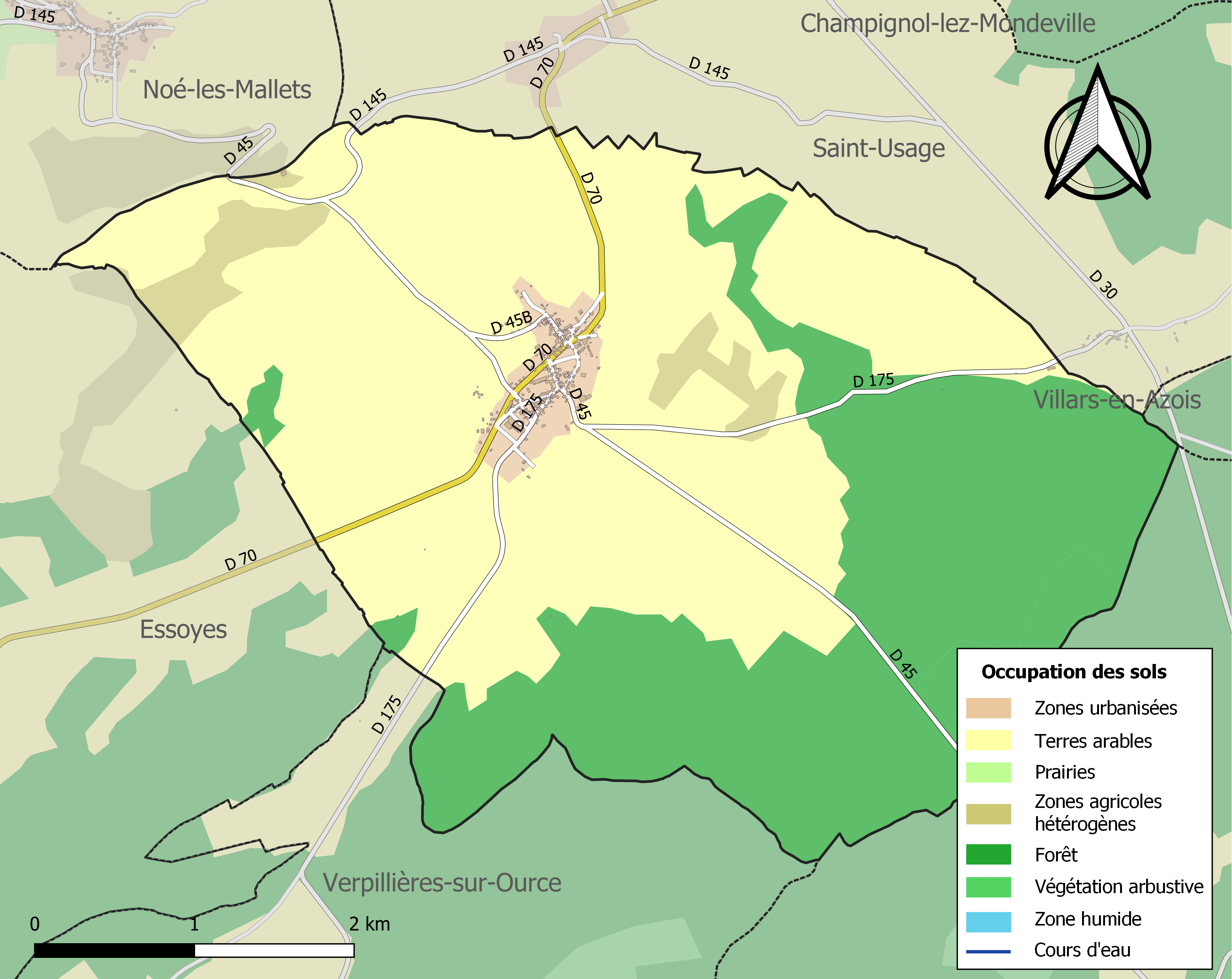
Carte des infrastructures et de l'occupation des sols de la commune en 2018 (CLC).

## Toponymie
« Le village de Fontette tire son nom des nombreuses sources ou fontaines qui se trouvent dans son voisinage. Son étymologie est donc toute latine. Dois remonter au Xe siècle, cité dans un document de Achard, évêque de Langres, qui rappelle la donation à l'église de Sainte-Marie de manses citées à Fontenecta. Le dictionnaire topographique de Longnon cite les premières sources du nom du village au XIIe siècle.

## Histoire
Bien que Fontette ne soit pas mentionné parmi les lieux habités à l'époque gallo-romaine, on ne saurait douter que l'origine de ce village ne remonte au moins jusqu'à cette époque ; car sa position sur des voies secondaires le Chemin-Lorrain d'Essoyes à Bar-sur-Aube et celle venant de Langres et se dirigeant au NO. Et l'avantage de ses sources durent naturellement en faire une des premières stations romaines établies dans cette contrée. ». De plus des vestiges furent trouvés des fragments de mosaïque et un cercueil au lieu-dit Haut-de-Charmes.
En 1789, le village dépendait de l'intendance et de la généralité de Châlons, de l'élection de Bar-sur-Aube et du bailliage de Chaumont.

## Politique et administration
| Période                                  | Période  | Identité            | Étiquette | Qualité           |
| ---------------------------------------- | -------- | ------------------- | --------- | ----------------- |
| avant 2001                               | 2001     | M. Bernard Vigneron |           |                   |
| mars 2001                                | En cours | Mme Monique Defert  | DVD       | Salariée agricole |
| Les données manquantes sont à compléter. |          |                     |           |                   |

## Démographie
L'évolution du nombre d'habitants est connue à travers les recensements de la population effectués dans la commune depuis 1793. Pour les communes de moins de 10 000 habitants, une enquête de recensement portant sur toute la population est réalisée tous les cinq ans, les populations de référence des années intermédiaires étant quant à elles estimées par interpolation ou extrapolation. Pour la commune, le premier recensement exhaustif entrant dans le cadre du nouveau dispositif a été réalisé en 2005.

En 2022, la commune comptait 179 habitants, en évolution de −10,95 % par rapport à 2016 (Aube : +0,7 %, France hors Mayotte : +2,11 %).
| 1793 | 1800 | 1806 | 1821 | 1831 | 1836 | 1841 | 1846 | 1851 |
| ---- | ---- | ---- | ---- | ---- | ---- | ---- | ---- | ---- |
| 515  | 527  | 688  | 650  | 602  | 643  | 646  | 651  | 651  |

| 1856 | 1861 | 1866 | 1872 | 1876 | 1881 | 1886 | 1891 | 1896 |
| ---- | ---- | ---- | ---- | ---- | ---- | ---- | ---- | ---- |
| 565  | 579  | 572  | 541  | 519  | 524  | 534  | 508  | 481  |

| 1901 | 1906 | 1911 | 1921 | 1926 | 1931 | 1936 | 1946 | 1954 |
| ---- | ---- | ---- | ---- | ---- | ---- | ---- | ---- | ---- |
| 462  | 447  | 363  | 318  | 306  | 287  | 273  | 286  | 242  |

| 1962 | 1968 | 1975 | 1982 | 1990 | 1999 | 2005 | 2006 | 2010 |
| ---- | ---- | ---- | ---- | ---- | ---- | ---- | ---- | ---- |
| 228  | 211  | 225  | 219  | 188  | 176  | 177  | 177  | 183  |

| 2015 | 2020 | 2022 | - | - | - | - | - | - |
| ---- | ---- | ---- | - | - | - | - | - | - |
| 198  | 182  | 179  | - | - | - | - | - | - |

## Culture locale et patrimoine

### Lieux et monuments
- Église Saint-Corneille-et-Saint-Cyprien de Fontette.
- Chapelle Saint-Gengoul de Souchot.

### Personnalités liées à la commune
- Nicole de Savigny, baronne de Saint-Rémy, épouse de Jean de Ville, seigneur de Fontette, maitresse d'Henri II.
- Henri de Saint-Rémy, seigneur dit baron de Fontette, Gentilhomme de la Chambre, fils d'Henri II.
- Jeanne de Lamotte Valois, descendante du précédent.
- Toussaint Maizières (1747-1829), homme politique né à Fontette, député de l'Aube de 1791 à 1792.